# Moscow Raceway
Moscow Raceway är en racerbana i Volokolamsk utanför Moskva, Ryssland.
Banan är certifierad av FIA för den högsta nivån av racerbana (1T) vilket innebär att alla sorters F1 tester kan utföras på banan.
På banan har det körts lopp i Deutsche Tourenwagen Masters, FIA GT1-VM, FIA GT3-EM, FIA World Touring Car Championship, Russian Touring Car Championship, World Series by Renault och Superbike-VM.

## Konfigurationer

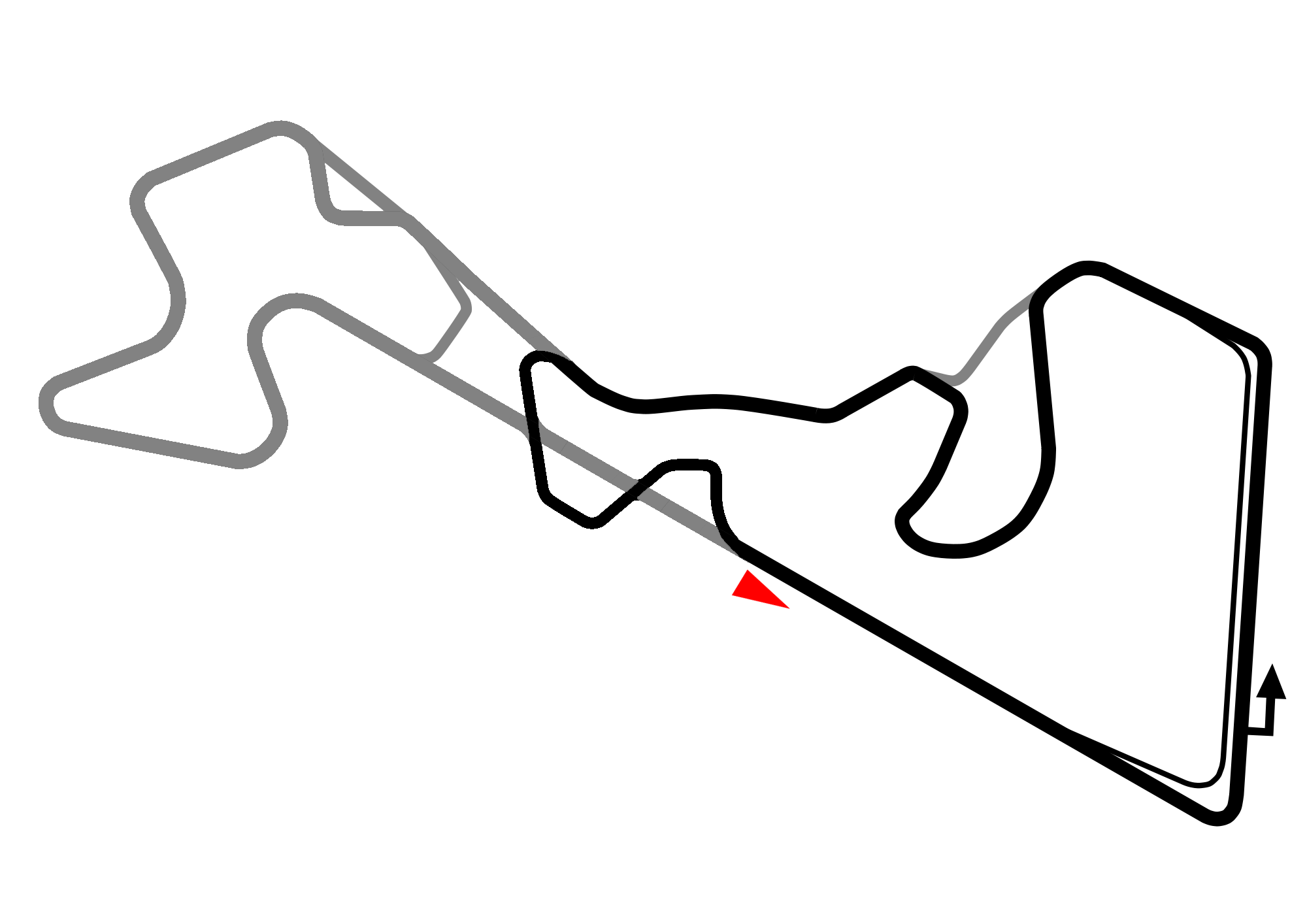
"Sprint".
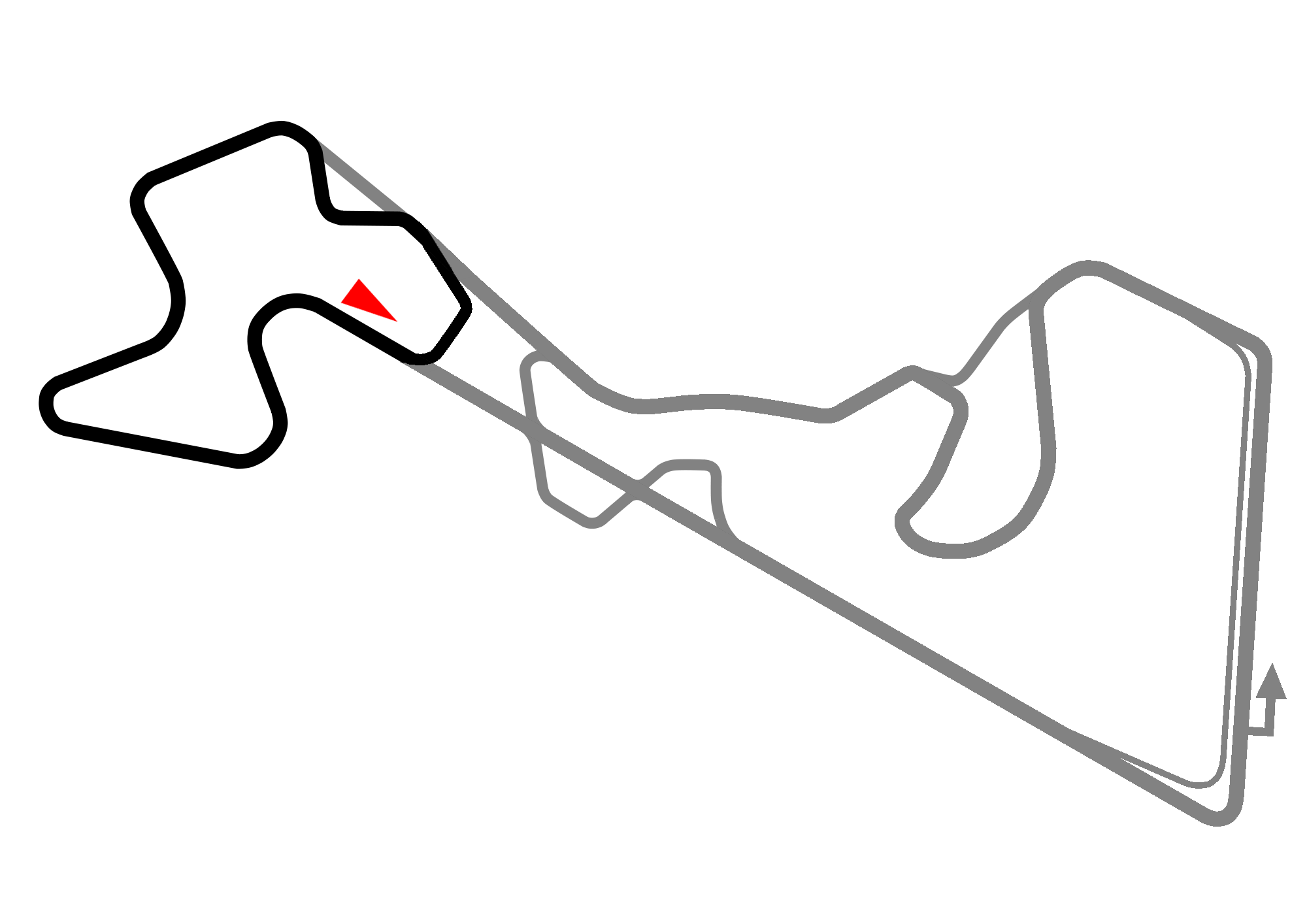
"Supersprint".
"Grand Prix".